# 223

223(이백이십삼)은 222보다 크고 224보다 작은 자연수다.

## 수학
- 48번째 소수(素數)다. 앞의 소수는 211, 다음 소수는 227이다.
- {\displaystyle 223=71+73+79}
  - 연속하는 세 소수(素數)의 합으로 나타낼 수 있으며, 이 성질을 지닌 앞의 수는 211, 다음 수는 235다.
- {\displaystyle 223=19+23+29+31+37+41+43}
  - 연속하는 소수(素數) 7개의 합으로 나타낼 수 있으며, 이 성질을 지닌 앞의 수는 197, 다음 수는 251이다.
- {\displaystyle 39^{3}-1}은 223으로 나누어떨어진다.

## 과학
- NGC 223: 고래자리 방향에 있는 나선은하.

## 교통

### 철도
- 철도차량
  - 서일본 여객철도 223계 전동차
- 철도역
  - 서울 지하철 2호선 교대역의 역번호.
  - 부산 도시철도 2호선 개금역의 역번호.
  - 대구 도시철도 2호선 용산역의 역번호.

### 도로
- 일본 223번 국도(일본어판): 미야자키현 고바야시시에서 가고시마현 기리시마시까지 이어지는 일본의 국도.
- 현도 제223호선

## 군사
- LST-223(영어판): 제2차 세계 대전에 사용된 미국의 전차상륙함. 제2차 세계 대전의 종전 후 프랑스 해군에 편입되어 ‘랑스’라는 이름으로 사용되었다.
- U-223(영어판, 독일어판): 제2차 세계 대전에 사용된 나치 독일의 군용 잠수함.

## 문화유산
- 대한민국의 국보 제223호: 경복궁 근정전
- 대한민국의 보물 제223호: 철원 도피안사 삼층석탑
- 대한민국의 사적 제223호: 연천 숭의전지

## 방송
- 지니 TV의 소상공인시장TV 채널 번호.
- B tv의 FTV 채널 번호.
- U+ TV의 영국 공영 방송인 BBC 라이프스타일 채널 번호.
- LG헬로비전의 EBS 키즈 채널 번호.
- B tv 케이블의 CBS TV 채널 번호.
- KT HCN의 i 쇼 채널 번호.

## 기타
- 날짜: 2월 23일
- 연도: 223년, 기원전 223년